# Півники причорноморські
{{#ifeq:0|0|{{#if:|{{#if:Irispontica|[[]}}|}}}}
Пі́вники причорном́орські, або понтичні (Iris pontica) — багаторічна рослина родини півникових, занесена до Червоної книги України, Румунії і Червоної книги Ставропольского краю Росії. Декоративна, медоносна, ароматична культура.

## Опис
Трав'яниста рослина, яка утворює напіврозетки. Кореневище потовщене, діаметром 0,5-1 см, занурене в ґрунт на 3-5 см. Внаслідок галуження кореневища формується дернина, а після вегетативного розмноження утворюється клон (куртина). Стебла короткі, висхідні. Листки розетки лінійні, 8-25 (рідше до 45) см завдовжки, 1,5-5 мм завширшки. Квітка одна (рідше дві), верхівкова, запашна, в її основі розвиваються парні зелені ланцетні приквітки. Діаметр квітки 5-6 см, під час цвітіння висота квітконоса не перевищує 10 см, внаслідок чого квітка розташовується нижче листків. Зовнішні пелюстки оцвітини фіолетово-сині або лавандові з сіткою темних прожилок, з жовтою плямою при основі, облямованою білим, внутрішні пелюстки вино-червоні з блідо-зеленкуватими краями. Плід — видовжена коробочка. Цвітіння спостерігається у квітні-травні, плодоношення — у травні-липні. Розмножується вегетативно (поділом кореневища) та насінням.

## Поширення
Як вказує назва, півники причорноморські зростають у басейні Чорного моря (давня назва Понт Евксинський). Зараз ареал виду складається з двох великих ізольованих ділянок: європейська охоплює Трансильванію і північно-західне Причорномор'я, азійська включає Передкавказзя.
В Україні цей вид зафіксований  в межах  областей : Миколаївської ( Гранітно-степового Побужжя, басейну річок Інгул та Громоклея, Чичиклія ), Одеської(в околицях села Раухівка Березівського району.) Гербарні зразки 1930-1950-х рр. свідчать, що на той час півники причорноморські зустрічались на Одещині в межах Красноокнярського району та міста Болград). Також відомі місцезростання в  Дніпропетровській області. 
Отже територія України слугує своєрідним мостом, що поєднував основні частини ареалу. В 2013 році було зафіксовано нові місця зростання на луках Молдови

## Екологія
Рослина світлолюбна, помірно посухостійка. Типові місця зростання півників понтичних — степи, зарості степових чагарників, степові трав'янисті і кам'янисті вапнякові і гранітні схили, часто в угрупованнях з типчаком. Характерною особливістю цього виду є інтенсивне вегетативне розмноження, яке дозволяє рослинам відтворюватись навіть у незадовільних умовах.

## Значення і статус виду
Хоча півники причорноморські добре розмножуються вегетативним шляхом, їх популяції зазнають надто великого антропогенного впливу, внаслідок чого їх розмір і кількість постійно скорочується. Вид охороняють у заповіднику «Єланецький Степ», національному парку «Гранітно-степове Побужжя», в заповідних об'єктах Миколаївської та Кіровоградської областей України, а також в Румунії. Для збільшення чисельності необхідно запобігати збиранню квітів на букети, викопуванню кореневищ, надмірному випасанню худоби, винищенню біотопів.
Півники причорноморські вирощують як декоративну рослину, завдяки низько розташованим квіткам їх зазвичай висаджують на альпійських гірках. За квітникарською класифікацією цей вид відносять до секції Spuria, він вважається перспективним для селекційної роботи і гібридизації з іншими представниками роду Ірис. Також цінуються його кореневища з приємним ароматом.

## Синоніми
- Iris humilis M.Bieb. (1808) — синонім Iris humilis Georgi (1775)
- Iris humilis var. pontica Prod.
- Iris marschalliana Bobrov
- Limniris humilis (M.Bieb.) Fuss
- Neubeckia humilis (M.Bieb.) Alef.
- Xyridion ponticum (Zapał.) Rodion.